# Singapurische Badmintonmeisterschaft 1940/41
Die Singapurische Badmintonmeisterschaft 1940/41 fand an mehreren Terminen im Oktober, November und Dezember 1940 statt. 

## Austragungsorte
- Clerical Union Hall

## Finalresultate
| Disziplin    | Sieger                      | Finalist                     | Ergebnis            |
| ------------ | --------------------------- | ---------------------------- | ------------------- |
| Herreneinzel | Tan Chong Tee               | Yap Chin Tee                 | 15–8, 15–6          |
| Dameneinzel  | Y. Yasuda                   | Lee Shao Meng                | 12–9, 9–12, 11–1    |
| Herrendoppel | Chia Chin Soon Ahmad Mattar | Low Seah Chuan Tan Chong Tee | 18–21, 21–16, 24–22 |
| Mixed        | Tan Chong Tee Lee Shao Meng | S. A. Durai Yoong Sook Lian  | 15–21, 21–6, 21–3   |